# Aristóteles y la cortesana

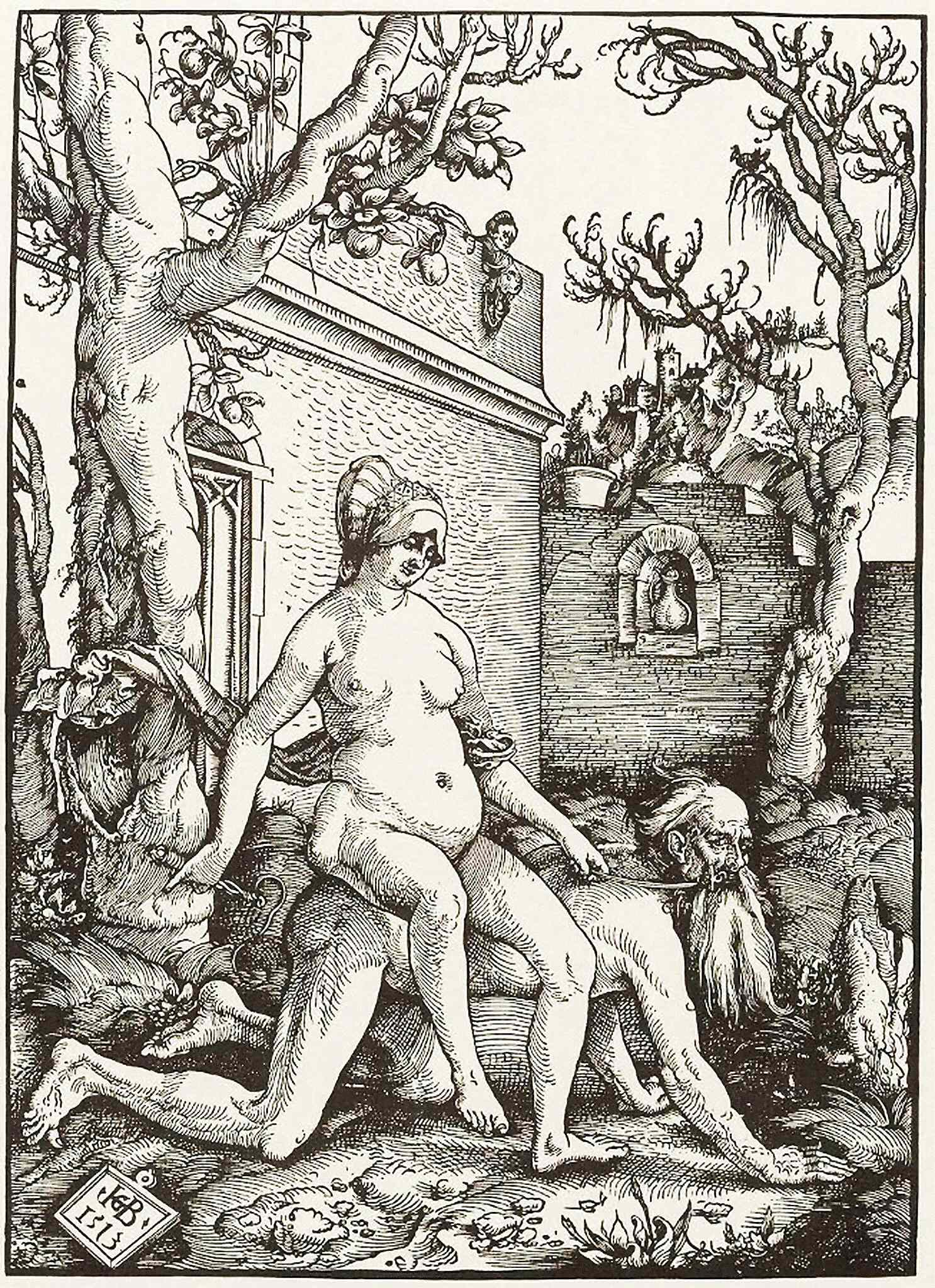
Xilografía de Aristóteles montado por Filis hecha por Hans Baldung, 1515.

Aristóteles y la cortesana, conocida como Filis, Phyllis o Campaspa, es un cuento medieval con moraleja sobre el triunfo de una mujer seductora sobre el mayor intelecto masculino, el antiguo filósofo griego Aristóteles. Es una de las varias historias del género del poder de las mujeres de esa época. A partir de un relato oral y popular, se escribieron diversas prosas y cuentos de origen francés y alemán desde el siglo XII.
La historia de la dominatriz y el famoso intelectual fue retomada por varios artistas desde el siglo XIII en adelante, en medios que van desde la escultura en piedra en las iglesias hasta los paneles de madera o marfil, textiles como alfombras y tapices, grabados, pinturas al óleo, jarras de latón (aguamanil) y vidrieras. Los artistas atraídos por el tema incluyen a Hans Baldung, Alberto Durero, Lucas Cranach el Viejo y Alessandro Turchi.

## Cuento
La historia varía según la narración, pero lo esencial es lo siguiente: Aristóteles aconseja a su discípulo Alejandro que evite a Filis, pero él mismo está cautivado por ella. Ella acepta tener relaciones sexuales con Aristóteles, con la condición de que haga el papel de dominatriz. Filis le ha dicho en secreto a Alejandro que se esconda en un lugar determinado, y él mismo es testigo cuando Filis monta sobre Aristóteles, demostrando que los encantos de una mujer pueden superar incluso el intelecto masculino del más grande filósofo. Filis también es descripta como la amante o posiblemente esposa de Alejandro, incluso como la esposa de su padre, el rey Filipo.

### Orígenes
El origen de este cuento data de una misma fuente oral, común y anónima, que luego tomó forma escrita en el siglo XIII en varios relatos que mantienen diferencias mínimas, de los cuales se dan tres bases: el relato francés de Henri, el relato francés de Jacobo de Vitry y el relato alemán.
El relato de Henri es conocido como el Lai d'Aristote, el cual es un lay cortesano, en forma de fabliaux, conocido por seis manuscritos datados de los siglo XIII y XIV, cuya versión más antigua data de 1220. El autor es descrito como Henri, quien declara al comienzo del poema que lo tomó prestado de otro y que no es de su invención, y por largo tiempo se lo atribuyó al poeta normando Henri d'Andeli. Sin embargo, a través de las investigaciones de especialistas como Alain Corbellari y François Zufferey, se toma como principal posibilidad que el escritor haya sido Henri de Valenciennes.
Maurice Delbouille, que ha analizado cinco de los seis manuscritos, considera que el poema es una adaptación con espíritu clerical de un cuento oriental anterior. Delbouille observa sorprendentes similitudes en un cuento de al-Jahiz que se remonta al siglo IX y que fue transmitido por tradición oral como otros. El cuento árabe del Visir ensillado y embridado retoma el mismo tema.
La versión de Jacobo de Vitry es el De Aristotile et vxore Alexandri, un exemplum utilizado en sus Sermones vulgares del siglo XIII y retomado por otros predicadores como Esteban de Borbón. La historia contiene como personajes principales a Aristóteles, Alejandro y la joven; sin embargo, el estilo y el tono son muy diferentes: ya no es una joven la que se atreve a cuestionar al rey y decidir en el acto qué hará con Aristóteles, sino un drama marital donde una reina investiga la relación entre el rey y Aristóteles, para luego pensar largo y tendido sobre lo que debería hacer, preparando un plan de venganza.
Para la versión alemana, los manuscritos del siglo XII, que se habían utilizado en 1695 para tapar las fugas en las tuberías del órgano del convento de Benediktbeuern, no se encontraron hasta 1964-1965 durante la restauración del instrumento; también usan el mismo tema pero con notables diferencias.

### Análisis
| Elemento de la historia                      | Lai d'Aristote - Henri | De Aristotile et vxore Alexandri - Jacobo                                                                                                  | Aristoteles und Phyllis - Alemán                                                                               |
| -------------------------------------------- | --- | --- | --- |
| Alejandro                                    | es un rey victorioso, conquistador de la India. | es el rey. | es un joven en la corte de su padre.                                                                           |
| La joven                                     | se llama simplemente «la india». | es la esposa de Alejandro. | es Filis (Phyllis), de noble cuna, del séquito de la reina.                                                    |
| Situación: Alejandro                         | es sermoneado por Aristóteles por descuidar su deber como jefe de Estado y del ejército.                                                                             | es advertido por Aristóteles de abstenerse de tener relaciones sexuales con su esposa para cuidar sus deberes.                             | ignora la orden del rey de no ver a su amante, como le pidió Aristóteles por no concentrarse en sus lecciones. |
| La joven                                     | decide vengarse del filósofo. | decide vengarse del filósofo. | decide vengarse del filósofo.                                                                                  |
| El acuerdo: Aristóteles                      | promete que hablará con Alejandro en su nombre, a cambio de sus favores.                                                                                             | le ruega por sus favores sexuales. | le pide que pase la noche con él, a cambio de dinero.                                                          |
| La escena de seducción                       | toma lugar en un jardín. | toma lugar en un jardín. | toma lugar en un jardín.                                                                                       |
| Ella cabalga sobre la espalda de Aristóteles | siendo observados por un Alejandro muerto de la risa. | siendo observados por Alejandro, y la esposa insulta a Aristóteles.                                                                        | siendo observados por la reina y su séquito, y Filis insulta rotundamente a Aristóteles.                       |
| Al final, Aristóteles                        | se disculpa ante Alejandro, diciendo Amour vainc tot, & tot vaincra tant com li monde durera (El amor lo conquista todo, y todo conquistará mientras dure el mundo). | le dice a Alejandro que, si una mujer engaño al anciano más prudente, cuanto más puede hacer con un joven, a lo cual Alejandro lo perdona. | huye a un país lejano, donde medita sobre la maldad de las artimañas femeninas.                                |

## Ilustraciones

### Medievales
El cuento con moraleja de la dominatriz que puso en ridículo al famoso filósofo se hizo popular en la Europa medieval. Los escultores medievales de Maasland crearon aguamaniles, jarras en forma de escenas con figuras humanas o de otro tipo, que representan a Aristóteles y la cortesana. La historia se representó en una variedad de medios que incluyen piedra, marfil, latón, alfombras, tapices y grabados.

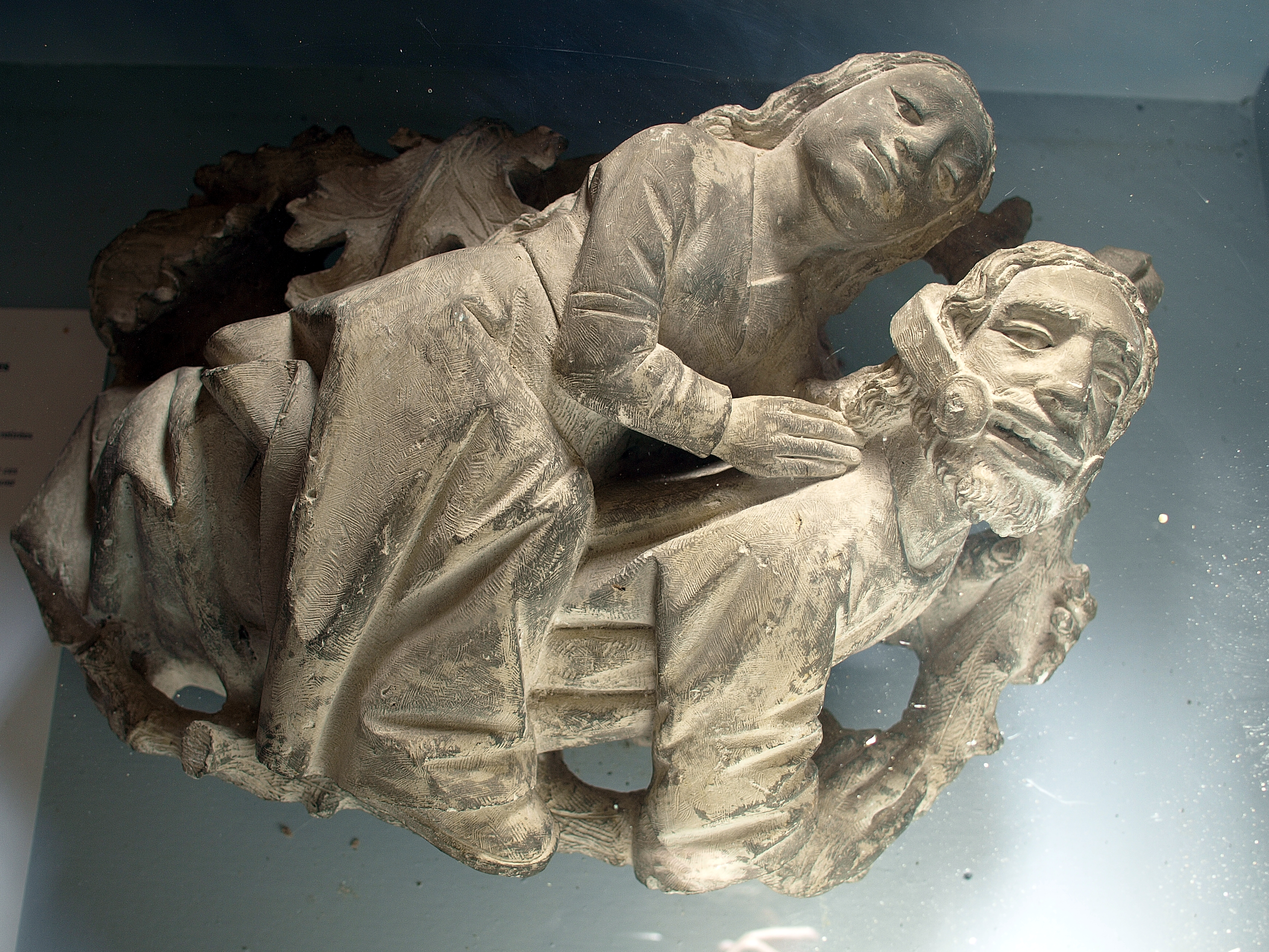
Escultura de piedra, abadía de Cadouin, Francia, siglo XII.
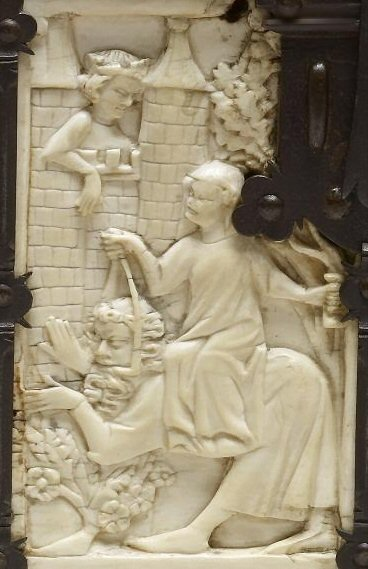
Panel de cofre con escenas de romances, Francia, marfil, 1330-1350.
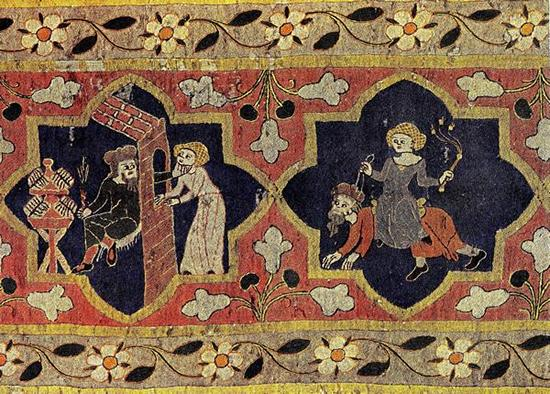
Alfombra, Friburgo, Alemania, siglo XIV.
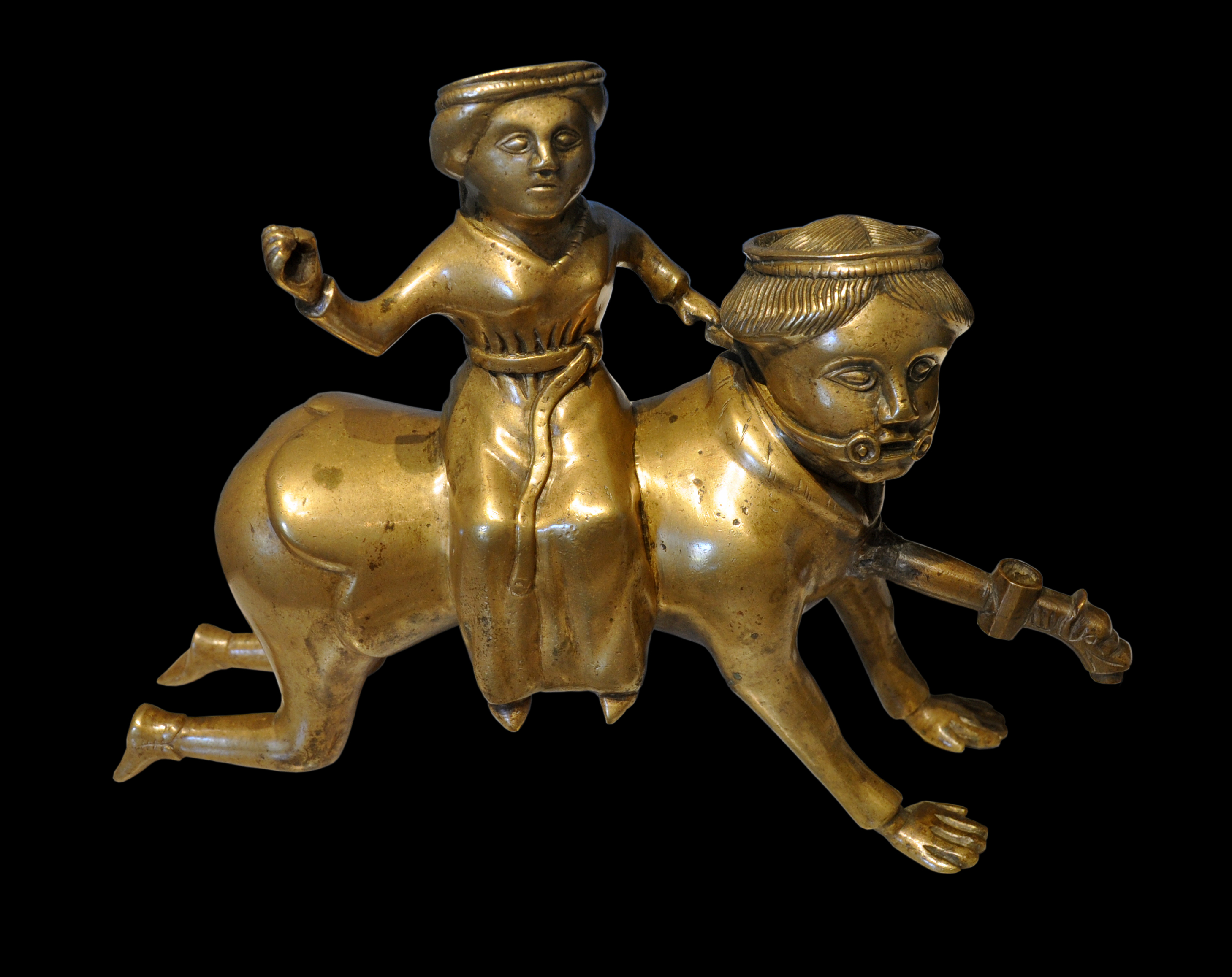
Aguamanil en forma de Filis y Aristóteles, prob. de Maasland, latón, 1400-1450.
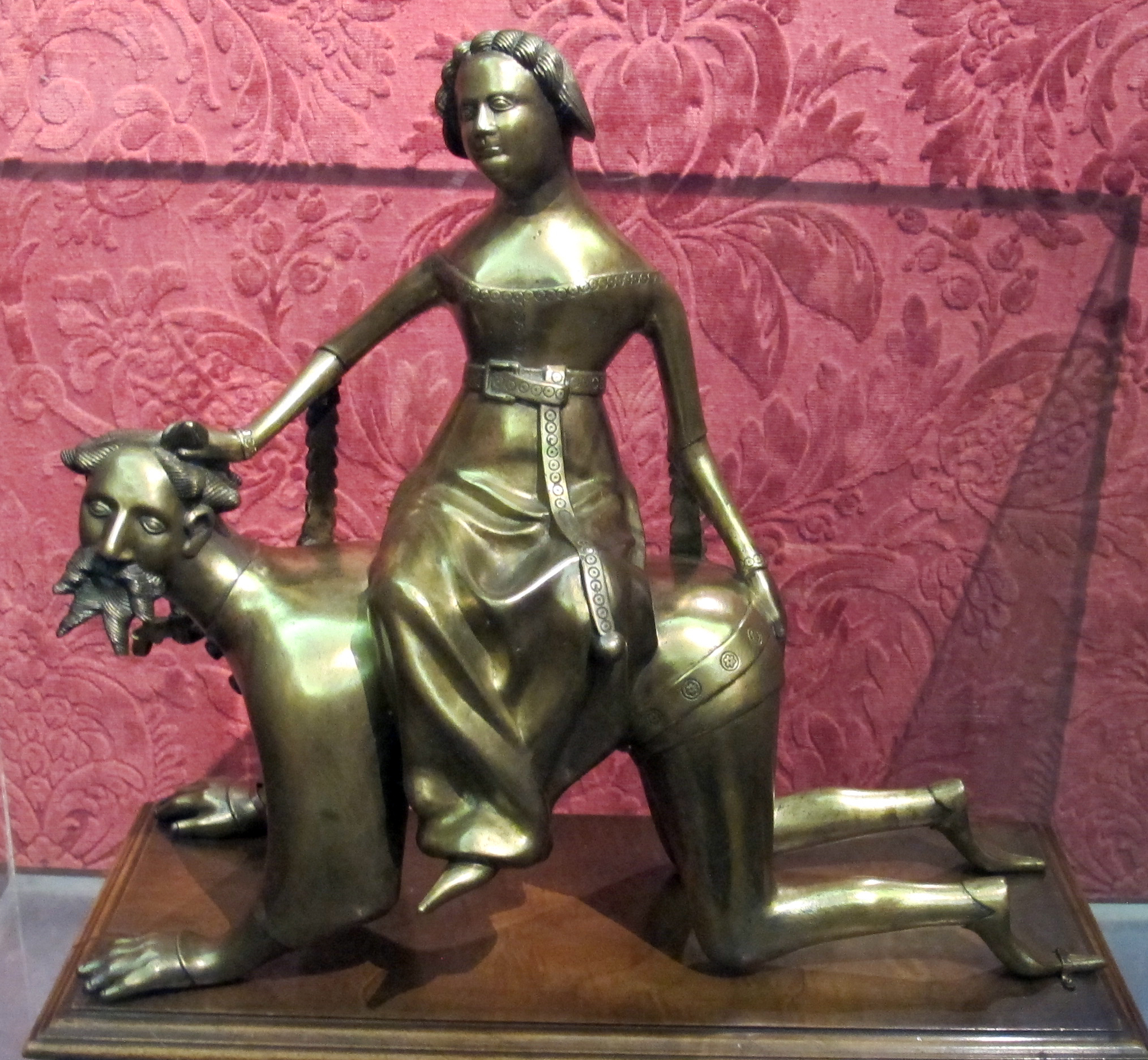
Filis cabalgando y abofeteando a Aristóteles, aguamanil, Maasland, latón, c. 1400.
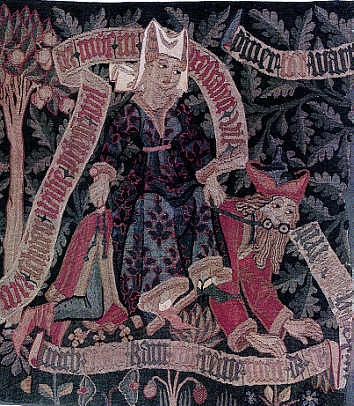
Detalle de tapiz, Basilea, década de 1470.

### Edad Moderna hasta la Ilustración
Artistas como Hans Baldung, Alberto Durero, Lucas Cranach el Viejo, Bartholomeus Spranger y Jan Sadeler continuaron explotando el tema, finalmente con la cortesana completamente desnuda. Alessandro Turchi llamó a la mujer Campaspe, la amante de Alejandro. Los medios utilizados incluyen grabado, vidrieras, madera y pintura al óleo.

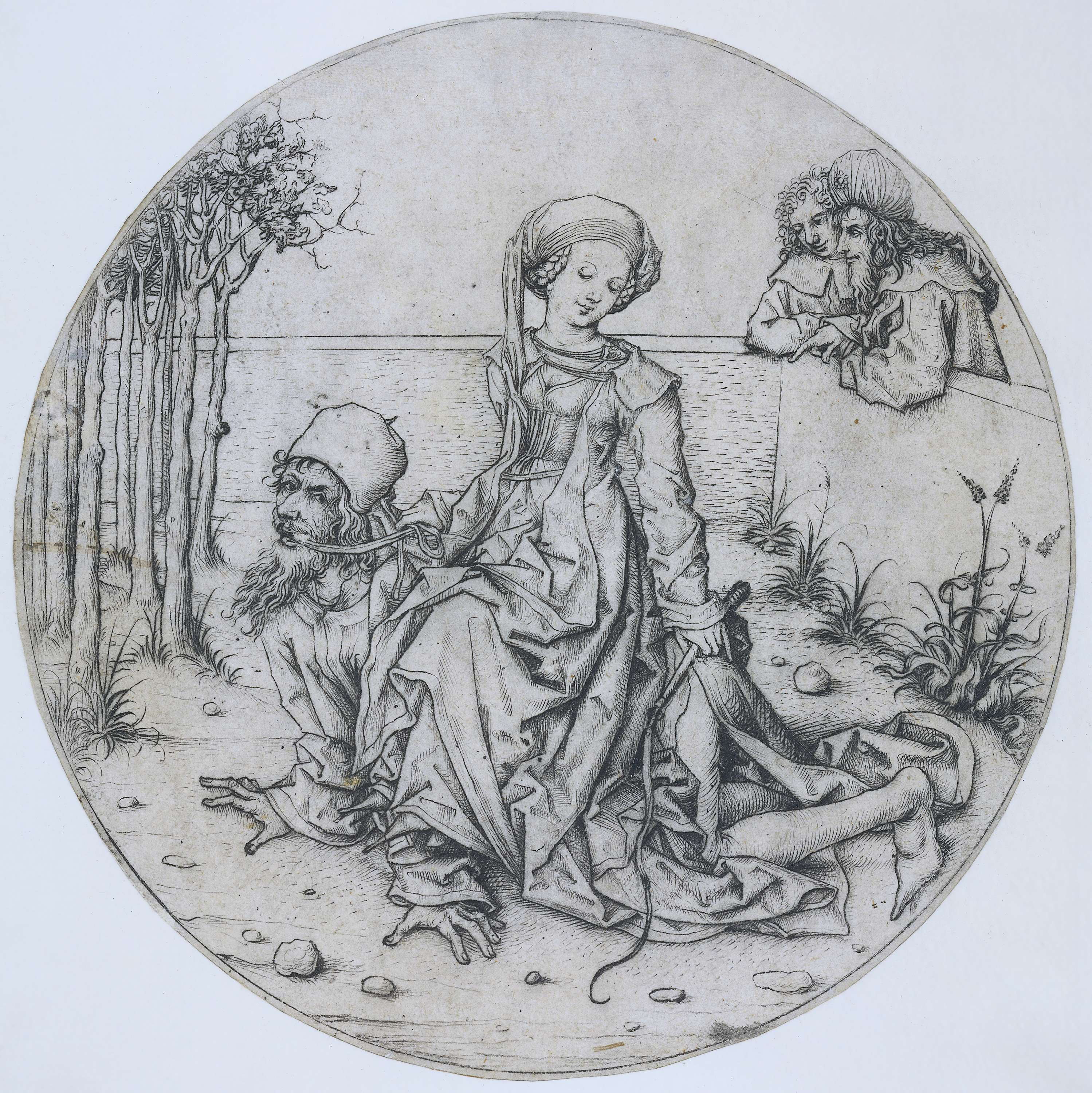
Grabado a punta seca de Aristóteles montado por Filis por el Maestro de Housebook, c. 1490.
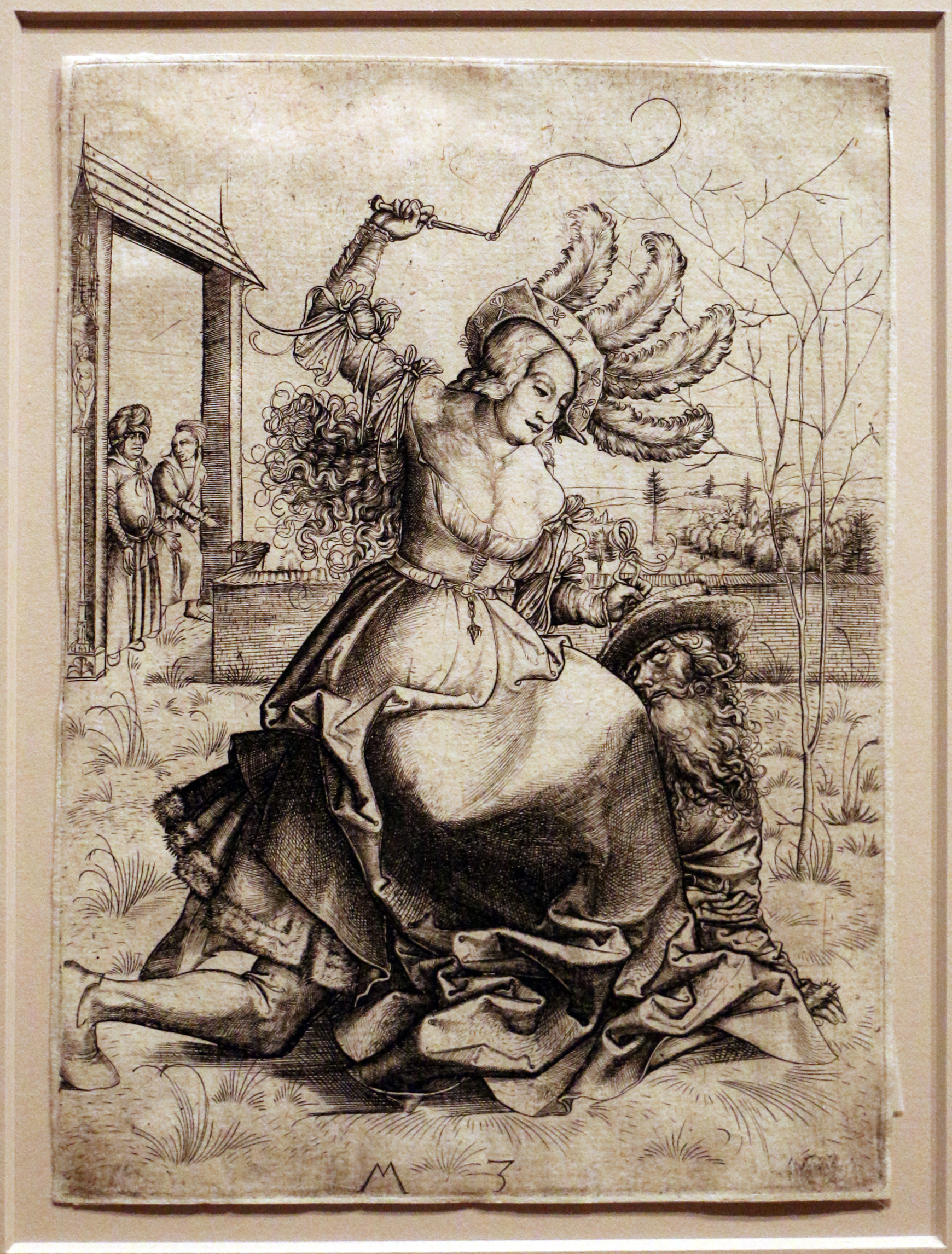
Grabado, Maestro MZ, c. 1500.
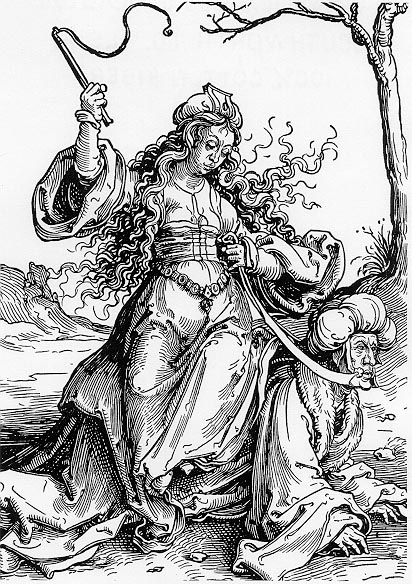
Grabado, Lucas van Leyden, c. 1520.
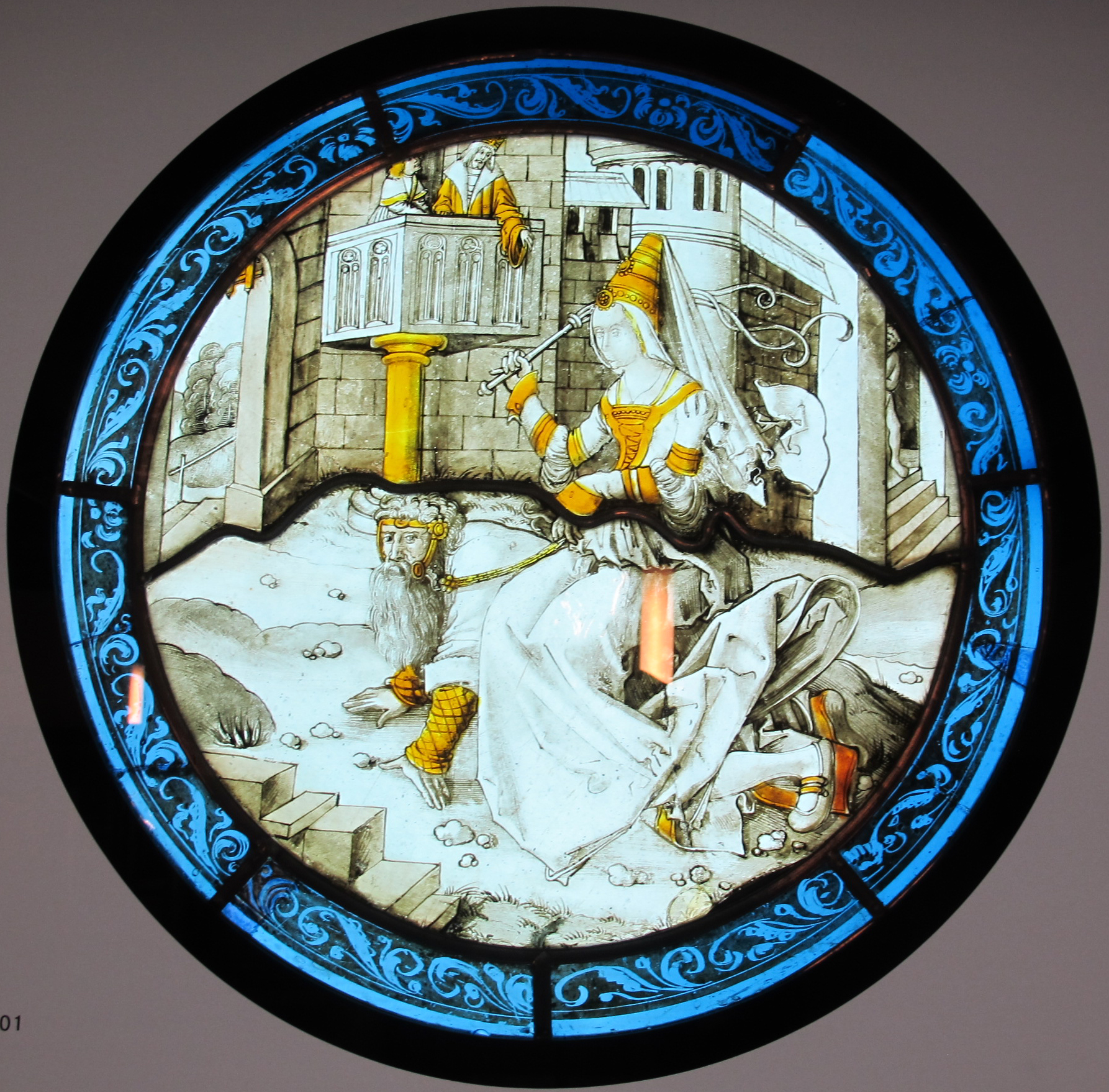
Vitral, Alemania, c. 1520.
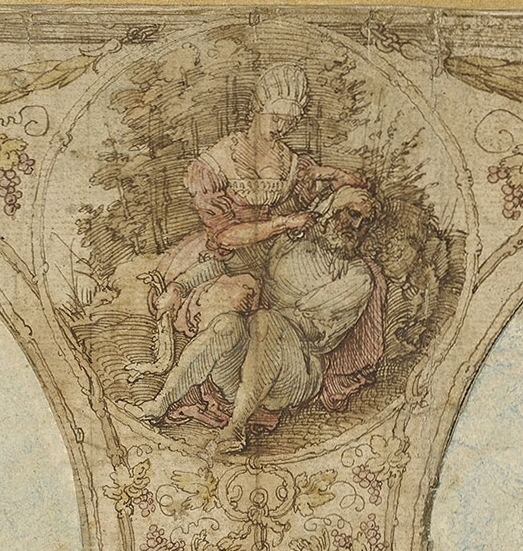
Detalle de una decoración del Poder de la Mujer destinada al Ayuntamiento de Núremberg, Alberto Durero, 1521.
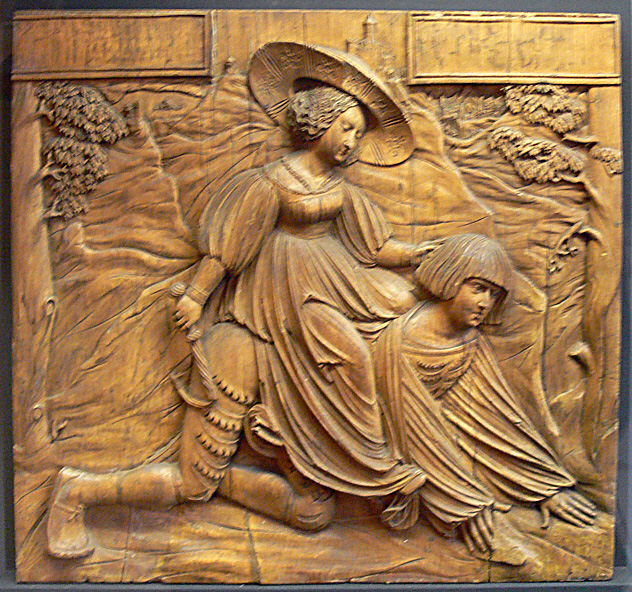
Aristóteles y Filis, del Maestro de Ottobeuren, madera, 1523.
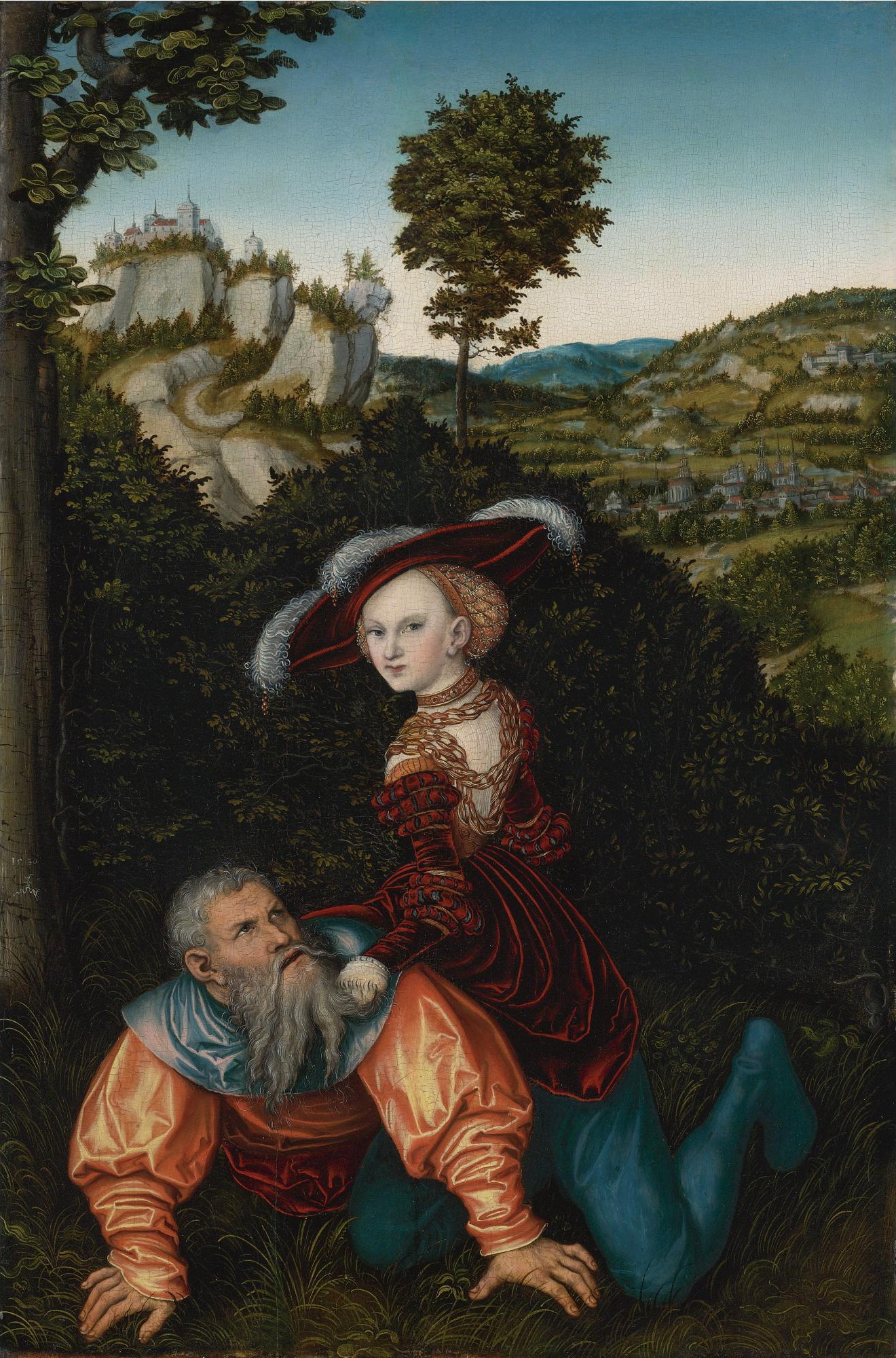
Filis y Aristóteles, Lucas Cranach el Viejo, óleo sobre tabla, 1530.
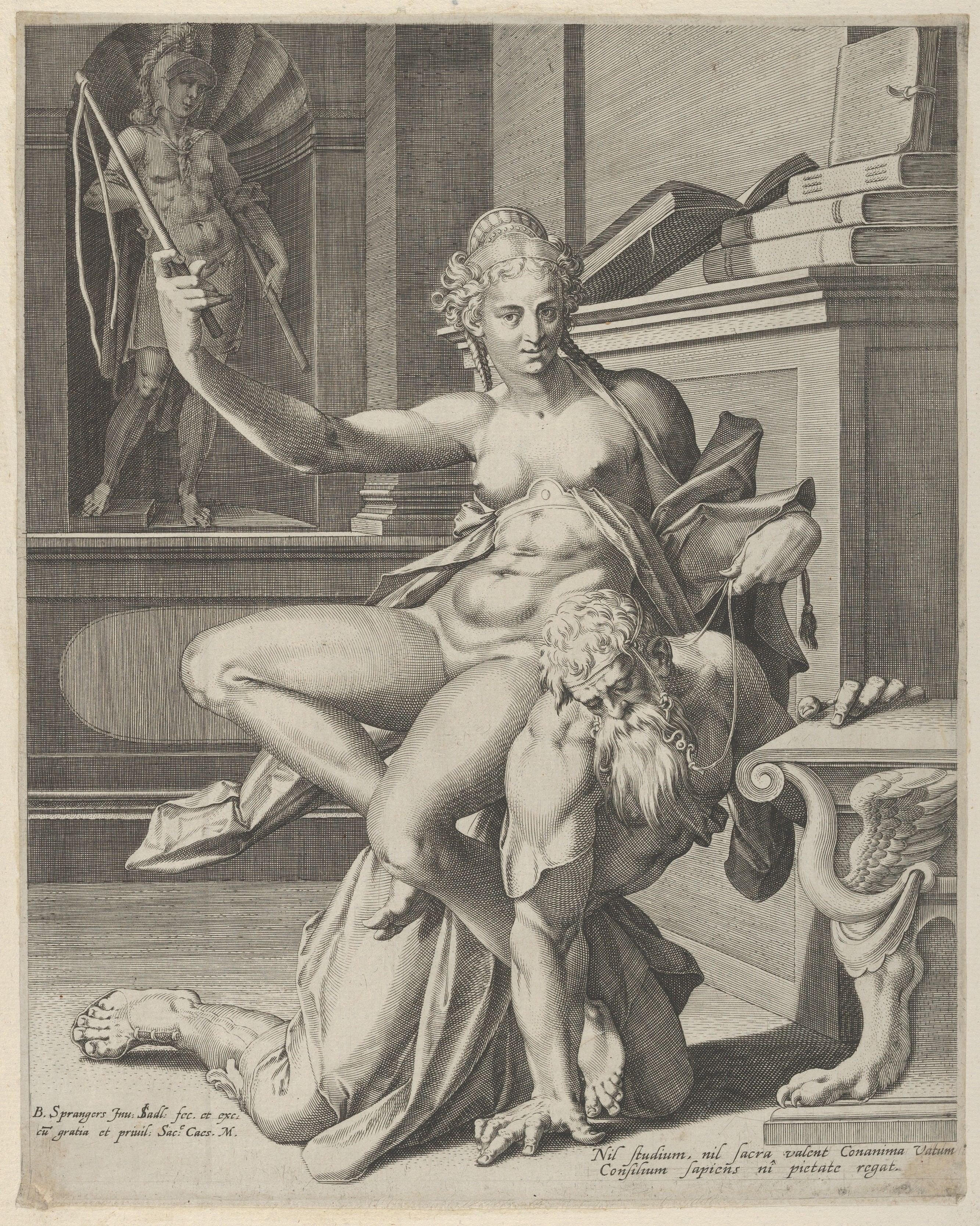
Filis y Aristóteles, Jan Sadeler y Bartholomeus Spranger, grabado, siglo XVI.
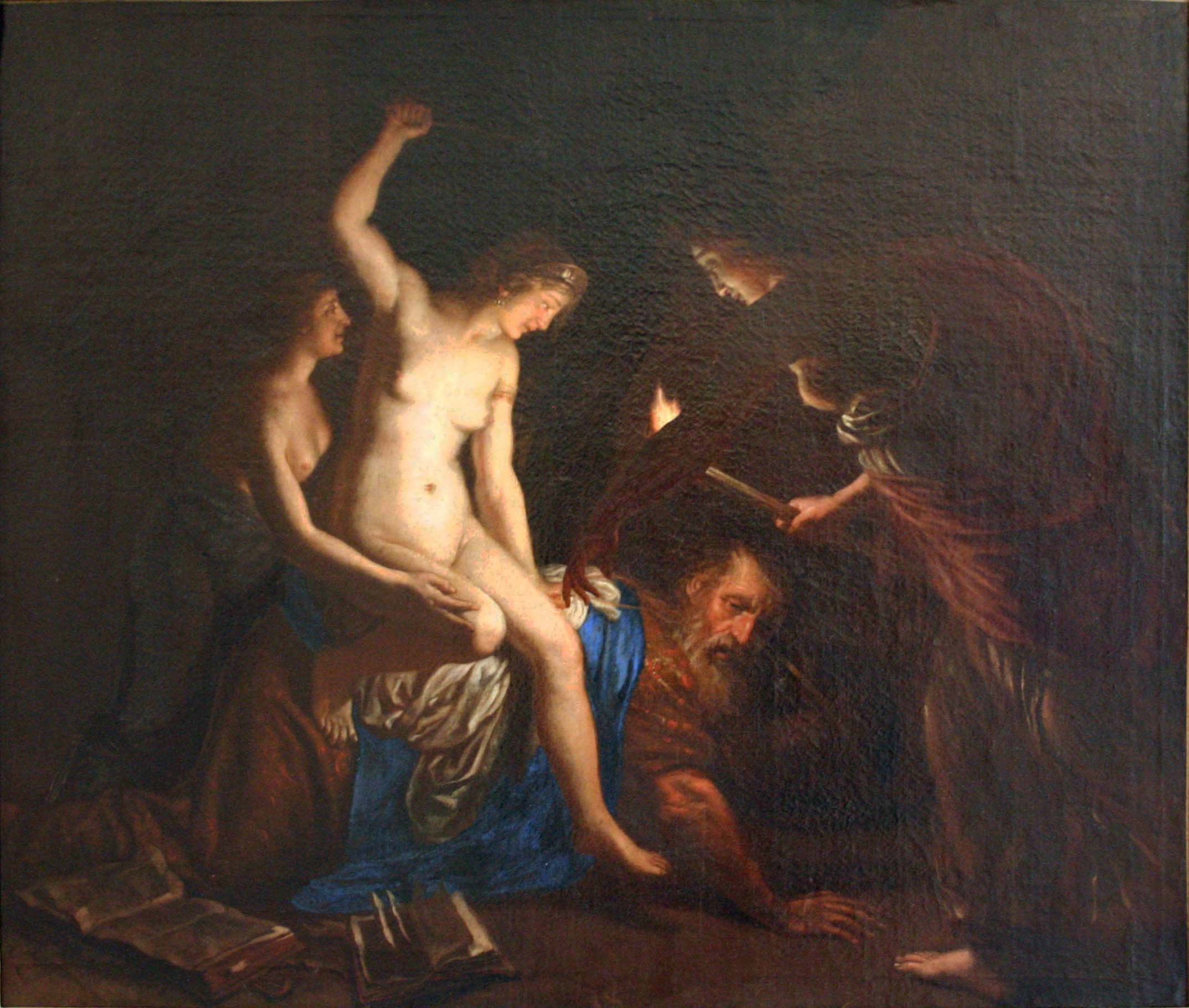
Aristóteles y Campaspe, Alessandro Turchi (atribuido), óleo sobre lienzo, 1713.

### SiglosXIXyXX
Artistas como Julio Ruelas continuaron adaptando el tema de Aristóteles y la cortesana. Oscar Kokoschka produjo una versión en 1913.

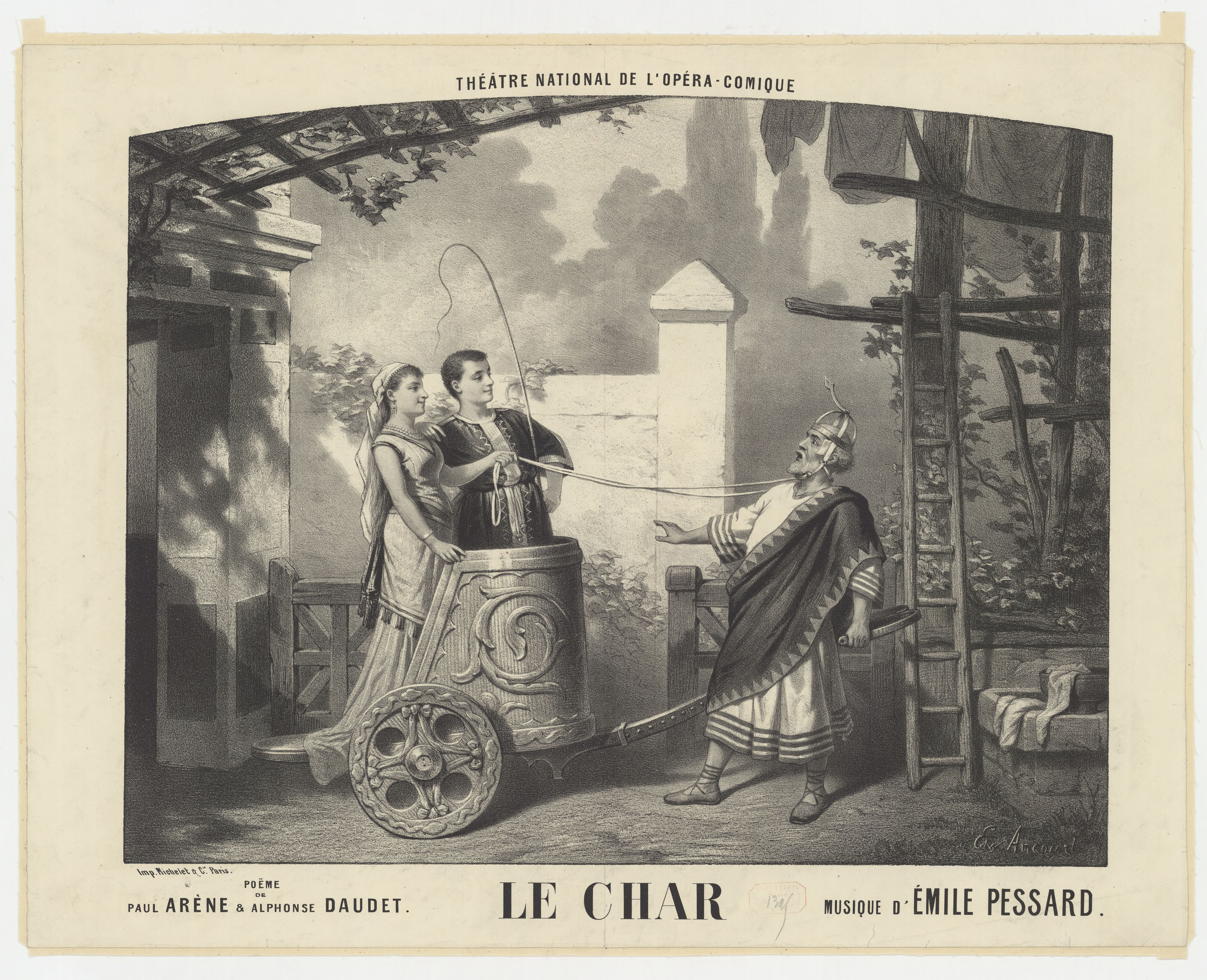
Le Char (El carro), cartel de Edward Ancourt para la ópera de Émile Pessard, 1878.
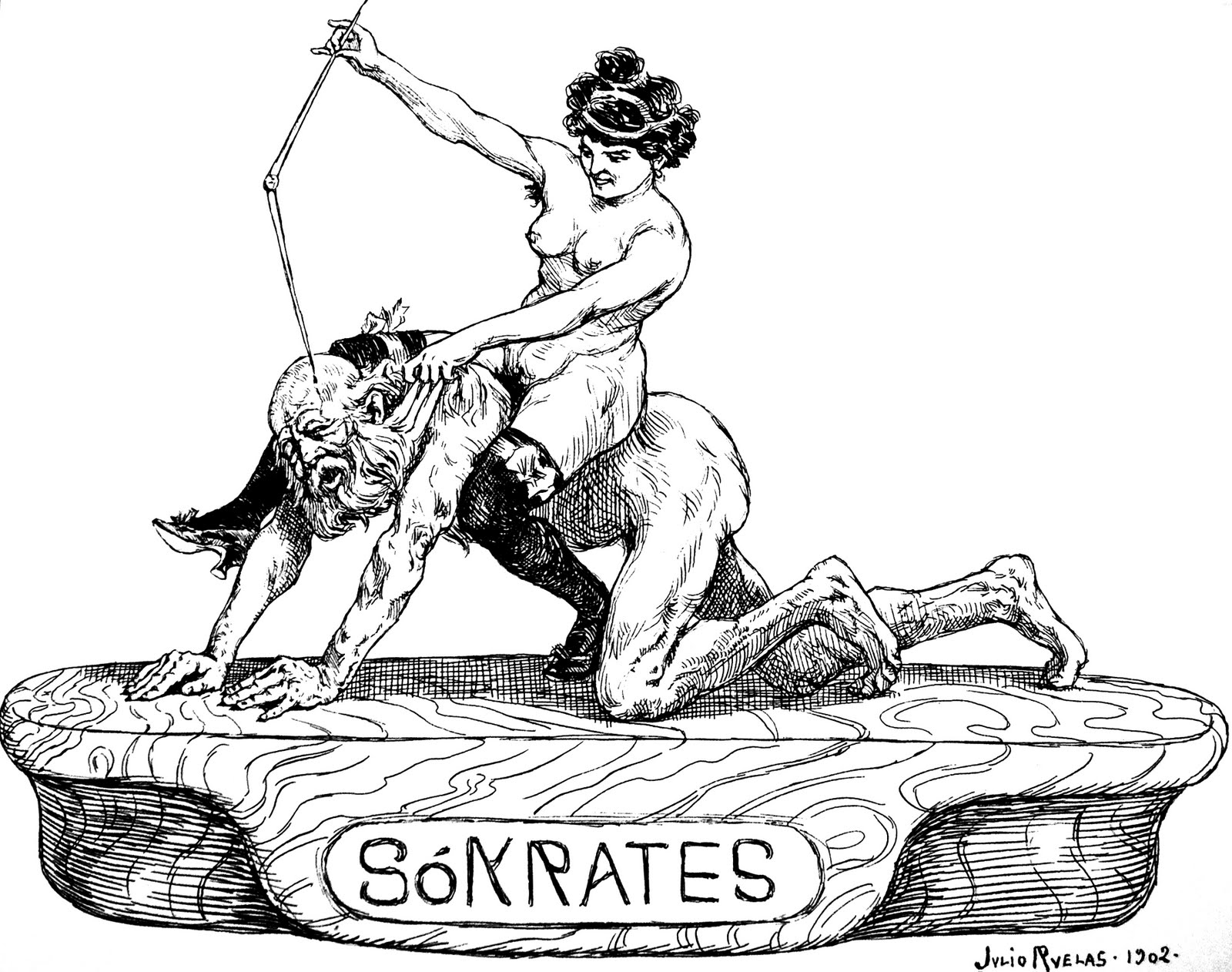
Sokrates, Julio Ruelas (1870–1907), 1902. La mujer usa medias y zapatos modernos.